# Manerebia manahani
Manerebia manahani är en fjärilsart som beskrevs av Archibald C. Weeks. Manerebia manahani ingår i släktet Manerebia och familjen praktfjärilar. Inga underarter finns listade i Catalogue of Life.